# 유럽 고속도로 577호선
유럽 고속도로 577호선(European route E577)은 루마니아 플로이에슈티와 부저우를 잇는 총연장 75 km의 거리를 가진 B클래스급의 간선 고속도로이다.

## 주요 경유지
- 루마니아
  -  유럽 고속도로 60호선 : 플로이에슈티
  -  유럽 고속도로 85호선 : 부저우

## 과거의 경유지
예전에 존재한 E577의 경로는 폴타바에서 슬로보지아를 사이에 둔 경로를 가지고 있다. 다만, 해당 경로는 현재의 유럽 고속도로 584호선이 이를 계승하였다.